# Stig Tokesen Hvide
Stig Tokesen Hvide también Stig galen (apodado el Blanco, 1110-1151) fue un noble danés del siglo XII. Hijo de Toke Skjalmsen y Gyda. Se le conoce como fundador del monasterio benedictino de Essenbæk cerca de Randers.
Fue gran apoyo de los reyes Svend III y Valdemar el Grande de Dinamarca. Murió en combate en la batalla de Gedebæk (Viborg) en 1151.

## Ascendencia
Según las genealogías de la dinastía danesa Hvide, Stig Tokesen era directo descendiente de un vikingo llamado Toke Trylle, presunto hijo de Pallig Tókason, a veces identificado como Toke o Tord Palnesen, pero no hay evidencia escrita y se basa en suposiciones. Palnatoke era de Fionia y sin embargo Toke Trylle procedía de Selandia, el primer cristiano conocido de la dinastía.

## Herencia
En la saga Knýtlinga se le identifica como Stig Hvidlæder, marido de Margarita, hija mayor de Canuto Lavard e Ingeborg de Kiev. De esa relación nació Cristina Stigsdatter Hvide, que sería esposa de Carlos VII de Suecia. También tuvieron otros dos hijos, Aage y Niels Stigsen (obispo de Roskilde), que destacaron en su feroz enfrentamiento contra los piratas de Estonia y Curlandia  en 1170.